# 瓦納考里山
13°35′40″S 71°54′20″W / 13.59444°S 71.90556°W

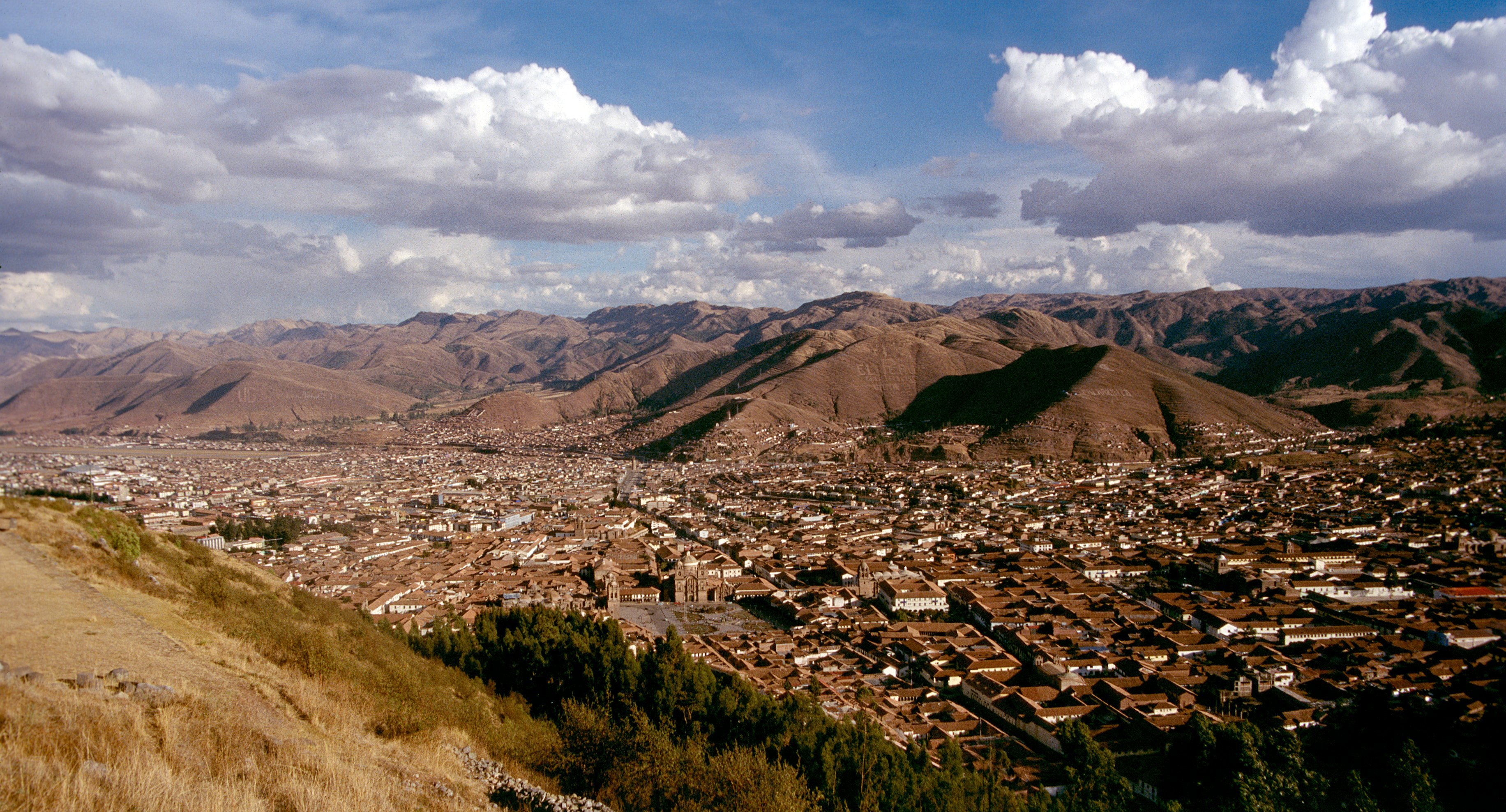

瓦納考里山（西班牙語：Huanacaure），是秘魯的山峰，位於該國東南部庫斯科大區的庫斯科省和帕魯羅省，處於庫斯科附近，屬於安第斯山脈的一部分，海拔高度4,089米。